# Смогоржевська Лідія Олексіївна
Лідія Олексіївна Смогоржевська, до шлюбу Ягниця (4 квітня 1926, Київ — 2010, Київ) — українська вчена-зоолог, паразитолог, експертка з гельмінтів птахів (перш за все нематод), доктор біологічних наук (1980), лауреатка премії імені І. І. Шмальгаузена НАН України (1995). Авторка близько 100 наукових праць, зокрема 7 монографій, одна з них в серії «Фауна України» (1990). Описала кілька нових для науки видів гельмінтів птахів.

## Життєпис
У 1951 році закінчила кафедру зоології безхребетних біологічного факультету Київського державного університету. Того ж року вступила до аспірантури в цьому ж закладі, де також працювала певний час. 1955 року захистила кандидатську дисертацію «Гельминтофауна рыбоядных птиц долины Днепра». З 1959 року працювала на різних посадах в Інституті зоології НАН України. 1980 року захистила докторську дисертацію.

## Деякі описані види
- Acuaria phalacrocoracis Smogorjevskaja, 1961
- Cheilospirura phalacrocoracis Smogorjevskaya, 1961
- Southwellina ponticum (Petrotschenko & Smogorjevskaja, 1962)
- Curtuteria haematopodis Smogorjewskaja & Iskova, 1966